# جاك مايلز
جاك مايلز (بالإنجليزية: Jack Miles)‏ (و. 1942  م) هو مؤلف، وأستاذ جامعي، وكاهن كاثوليكي أمريكي، ولد في شيكاغو.

## التعليم
تعلم في جامعة هارفارد، وتحصل منها على دكتوراة في الفلسفة (حتى 1971)، وجامعة كسفاريوس، وتحصل منها على بكالوريوس (حتى 1964)، والجامعة العبرية في القدس، والجامعة الغريغورية الحبرية.

## جوائز
حصل على جوائز منها:
- زمالة ماك آرثر (2002)[3]
- زمالة غوغنهايم
- جائزة بوليتزر عن فئة السيرة الذاتية.